# Richard Laufner
Richard Laufner (* 25. August 1916 in Wien; † 28. November 2014 in Trier) war ein österreichisch-deutscher Historiker, Bibliothekar und Archivar.

## Leben und Wirken
Nach der Matura in Wien (1935) studierte Laufner an der Universität Wien Geschichte, Germanistik und Kunstgeschichte. Am Institut für Österreichische Geschichtsforschung fertigte er seine Dissertation über Orth, eine Herrschaft im südostdeutschen Grenzland. Beiträge zu ihrer Geschichte vom 14. bis zum Ende des 17. Jahrhunderts an, die er noch einreichen konnte, bevor er Ende August 1939 zum Dienst in die deutsche Wehrmacht einberufen wurde. Seine Promotion zum Dr. phil. an der Universität Wien erfolgte am 20. Januar 1940. Fünf Kriegsjahre war Laufner Soldat. Im Juli 1945 aus der Kriegsgefangenschaft entlassen, zog er nach Trier, in die Heimatstadt seiner Verlobten und späteren Ehefrau. Dort bekam er im Januar 1946 eine Anstellung als wissenschaftlicher Mitarbeiter am Bischöflichen Archiv. 1950 legte Laufner an der Universität Wien die große Staatsprüfung für Archiv- und Geschichtswissenschaften mit einer Arbeit über Das Urkundenbuch Balduin von Luxemburgs ab. Am 1. April 1951 wechselte er zur Stadtbibliothek Trier zunächst als Archivar. 1955 zum städtischen Archivrat ernannt, begleitete er 1957 den Umzug von Stadtbibliothek und Stadtarchiv in das neue Gebäude in der Weberbach. 1963 trat Richard Laufner die Nachfolge von Hubert Schiel als Direktor der Bibliothek und des Stadtarchivs an, deren Leitung er bis zu seiner Pensionierung am 1. April 1981 innehatte. Sein Nachfolger wurde Gunther Franz.
Durch die 1970 erfolgte Gründung der Universität Trier, die eine eigene Bibliothek erst aufbauen musste, kamen auf die Stadtbibliothek immense zusätzliche Aufgaben zu, die durch Umbaumaßnahmen und Steigerung der Personalleistung bewältigt wurden. Der 1972 durch die Universität Trier an Laufner erteilte Lehrauftrag für historische Hilfswissenschaften, Stadt- und Landesgeschichte führte 1976 zu seiner Ernennung zum ersten Honorarprofessor der jungen Universität und endete 1989 mit seiner Emeritierung.
Die Bibliographie von Richard Laufner zeigt die Fruchtbarkeit seiner Arbeit als Wissenschaftler und die Spannweite seiner Interessen vom frühen Mittelalter bis zur Gegenwart unter besonderer Berücksichtigung der Trierer Geschichte. Wesentliche Forschungsgebiete sind die Kultur-, Sozial- und Wirtschaftsgeschichte, denen er mit sieben Monographien, fast 20 Buchbeiträgen, 180 Aufsätzen in Zeitschriften, Jahrbüchern, Sammelwerken und Lexika sowie als Herausgeber und Redaktor einer Vielzahl von Büchern und Zeitschriften Ausdruck verlieh.

## Veröffentlichungen (Auswahl)
- Verkehrsamt der Stadt Trier (Hrsg.): 200 Jahre Qualitätsweinbau an Mosel-Saar-Ruwer. Die Weinbauverordnungen des Trierer Kurfürsten Clemens Wenzeslaus 1787 (=trier texte Nr. 6). Trier 1987. 17 S.
- mit Jean-Claude Muller (Hrsg.): Das Trierer Neubürger-Buch (1570-1617/1639). Holistische und Normalisierte Edition des Registers Ta 1/12 im Trierer Stadtarchiv. Les amis de l’Histoire, Luxemburg 2009. 288 S.
- 400 Jahre Trierer Bäckerzunftordnung 1581-1981. Trier 1981. 144 S.
- 2000 Jahre Trier und seine Metzger.  Selbstverlag der Fleischer-Innung für Stadt und Landkreis Trier. Trier 1980. 270 S.
- mit Hans Eichler: Hauptmarkt und Marktkreuz zu Trier. Eine kunst-, rechts- und wirtschaftsgeschichtliche Untersuchung. Verlag Jacob Lintz, Trier 1958. S. 1–65, 109–140.